# Stade du Hainaut
O Stade du Hainaut é um estádio multiuso localizado em Valenciennes, na França, mais utilizado para jogos de futebol onde hospeda os jogos em casa do Valenciennes FC. Substituiu o Stade Nungesser como o estádio do VAFC. Tem uma capacidade de 25 172 espectadores para jogos de futebol, mas sua capacidade pode ser estendida para até 35 000 em shows.
Foi construído a um custo total de 75 milhões de euros. Conta com duas telas de vídeo gigantes, cada uma com 48 metros quadrados de tamanho e seu teto contém 1 800 toneladas de aço.

## Inauguração
A inauguração do estádio ocorreu na noite de 26 de julho de 2011, para um jogo de futebol amistoso entre o Valenciennes FC e o Borussia Dortmund. Os visitantes venceram por 1–0 para um público de 22 778 espectadores.